# Georg Freiherr von Rechenberg
Karl Friedrich Georg Freiherr von Rechenberg (12 tháng 5 năm 1846 tại Putbus – 8 tháng 6 năm 1920 tại Berlin) là một sĩ quan quân đội Phổ, được phong đến cấp bậc Trung tướng. Ông đã từng tham chiến trong cuộc Chiến tranh Pháp-Đức (1870 – 1871).

## Tiểu sử
Georg là con trai của Bernhard Gottlob Friedrich Freiherr von Rechenberg và người vợ của ông này là Charlotte Johanna, tên khai sinh von Münchow.
Rechenberg đã nhập ngũ trong Trung đoàn Bộ binh số 93 Anhalt tại Dessau vào năm 1866, và trong trung đoàn này ông đã thăng cấp sĩ quan ngày 14 tháng 11 năm 1867. Trong cuộc Chiến tranh Pháp-Đức, ông bị thương trong cuộc vây hãm Touk, và được phong tặng Huân chương Thập tự Sắt. Vào tháng 5 năm 1877, ông lên quân hàm đại úy trong Bộ Tổng tham mưu, rồi vào năm 1881 ông được thuyên chuyển vào Bộ Tham mưu của Sư đoàn số 9 tại Erfurt. Đến năm 1891, ông được phong cấp bậc Thượng tá và giữ chức Trưởng phòng trong Bộ Tổng tham mưu. Trên cương vị này, ông được thăng quân hàm Đại tá vào tháng 6 năm 1893 và Thiếu tướng vào tháng 3 năm 1897; rồi đến tháng 4 năm 1898 ông được thụ phong Tư lệnh của Lữ đoàn Bộ binh số 21 ở Schweidnitz. Sau đó, ông được thăng quân hàm Trung tướng đổi làm Chủ nhiệm Tổng cục Hậu cần trong Bộ Tổng tham mưu. Ông được thăng quân hàm Trung tướng và đổi làm Chủ nhiệm Tổng cục Hậu cần trong Bộ Tổng tham mưu vào tháng 5 năm 1900, rồi không lâu sau đó ông là Giám đốc của Học viện Quân sự Phổ., Vào ngày 20 tháng 8 năm 1902, ông giải ngũ và vào ngày 1 tháng 4 năm 1916 ông làm lễ kỷ niệm 50 ngày gia nhập quân ngũ.
Vào nửa cuối thế kỷ 19, ông thành hôn với bà Hildegard Klara Elisabeth, Nữ Bá tước von der Schulenburg (17 tháng 2 năm 1854 tại Lieberose – 21 tháng 9 năm 1935 tại Wernigerode), con gái của Friedrich Albrecht, Graf von der Schulenburg, và Elisabeth Karoline von Münchow. Họ có ba người con - Fritz, Elisabeth và Hildegard. Hildegard đã kết hôn với Joachim Sander, một Đại tá Lục quân Đức Quốc xã và Tư lệnh Trung đoàn tăng số 31.